# توماس نیکولز (ورزشکار)
توماس نیکولز (انگلیسی: Thomas Nicholls; ۱۲ اکتبر ۱۹۳۱ – ۳۱ ژوئیهٔ ۲۰۲۱) ورزشکار بوکس اهل بریتانیا بود.
وی در مسابقات کشوری و بین‌المللی در مجموع برندهٔ ۱ مدال طلا، ۱ مدال نقره شده‌است.